# 색입체
색입체 또는 컬러 솔리드(color solid)는 2차원 색상환과 유사한 색 모델을 3차원으로 표현한 것이다. 추가된 공간적 차원을 통해 색입체는 추가된 색상 변화 차원을 나타낼 수 있다. 2차원 색상환은 일반적으로 색상(빨간색, 녹색, 파란색 등)과 밝기(명암의 그라데이션, 색조 또는 음영)의 변수를 나타내는 반면, 색입체는 다채로움(채도)의 변수를 추가한다. 입체는 생각할 수 있는 모든 색상을 체계적인 3차원 구조로 표현할 수 있다.

## 이용
예술가와 미술 평론가는 색입체가 HCL 및 HSL 색상 모델에서 모델링된 색상의 세 가지 변수(색조, 밝기, 채도)를 단일 도식으로 구성하는 유용한 수단이라고 생각한다. 시각 예술의 구성과 분석에 도움이 된다.

## 같이 보기
- 색 모델
- 색상환